# Dobera glabra
Dobera glabra là một loài thực vật có hoa trong họ Salvadoraceae. Loài này được (Forssk.) Juss. ex Poir. mô tả khoa học đầu tiên năm 1812.